# Hintertreppe (1921)
Hintertreppe ist ein Film des Theaterregisseurs Leopold Jessner aus dem Jahre 1921. Als Co-Regisseur arbeitete der auch für die Filmbauten zuständige Bühnenbildner Paul Leni.

## Handlung
Jeden Abend trifft sich ein Dienstmädchen mit ihrem Liebhaber am Ausgang der Hintertreppe ihres Hauses. Dabei werden die beiden regelmäßig vom im Kellergeschoss wohnenden, verkrüppelten Briefträger beobachtet, der das Mädchen insgeheim liebt. Eines Tages wartet sie vergeblich auf ihren Geliebten, seine Briefe bleiben ebenso aus. Dann bringt der Briefträger ihr doch einen Brief, in dem ihr Geliebter ihr seine Liebe beteuert. Voller Überschwang, um ihm zu danken, bringt sie dem Briefträger einen Krug mit Bowle (Punsch) in dessen Kellerwohnung. Dabei stellt sie fest, dass dieser ihr den Brief geschrieben hatte, um sie zu trösten. Sich vom Geliebten verlassen glaubend, wendet sie sich schließlich dem Briefträger zu. Sie haben eine Romanze. Als er auf sie mit dem Abendessen wartet, kehrt unerwartet der ehemalige Geliebte zurück, er war im Krankenhaus und seine Post kam nicht an – der Briefträger hatte sie aus Eifersucht unterschlagen. Es kommt zu einer Auseinandersetzung zwischen dem Briefträger und dem Geliebten, an deren Ende die Hausbewohner den Briefträger mit einer Axt in der Hand und den toten Geliebten zu seinen Füßen vorfinden. Wegen des Skandals verliert das Dienstmädchen seine Stellung. Sie steigt aufs Dach des Hauses und springt in den Tod.